# Thierry Derouineau
Thierry Derouineau, né le 12 juillet 1974, est un céiste français de descente.

## Carrière
Il remporte la médaille de bronze en C-1 classique par équipe avec Samuel Nardon et Jean-Luc Bataille et la médaille d'argent en C-2 classique par équipe aux Championnats du monde de descente 1996 à Landeck. Il obtient la médaille d'or en C-1 classique par équipe avec Olivier Koskas et Stéphane Santamaria et la médaille de bronze en C-2 classique par équipe aux Championnats du monde de descente 1998 à Garmisch-Partenkirchen.